# ウィリアム・フォックス (映画プロデューサー)
ウィリアム・フォックス（英語: William Fox, 出生名: Fried Vilmos, 1879年1月1日 - 1952年5月8日）は、フォックス・フィルム・コーポレーションを設立したハンガリー系アメリカ人の映画エグゼクティヴである。 

## 生涯
フリード・ヴィルモス（Fried Vilmos）はオーストリア＝ハンガリー帝国のハンガリー王国、トレビショフのユダヤ系ドイツ人の家庭で生まれた。彼が生まれた家は2008年に判別された。生後9カ月のときにアメリカに渡り、姓を母方のフックス（Fuchs）とし、さらに英語化してウィリアム・フォックス（William Fox）と名を変えた。
1915年にフォックス・フィルム・コーポレーション、1920年代にフォックス・シアターを設立した。フォックス・フィルムは複数回の買収や合併を経て、現在は20世紀スタジオという名前で存続している。また彼の名前はフォックス・コーポレーションの中の複数の部門(フォックス放送、FOXニュース、FOXスポーツなど)で使われている。
1952年5月8日にニューヨークで亡くなった。